# Missionarie catechiste del Sacro Cuore
Le Missionarie Catechiste del Sacro Cuore (in francese Missionnaires Catéchistes du Sacré-Cœur; sigla M.C.S.C.) sono un istituto religioso femminile di diritto pontificio.

## Storia
La congregazione, detta in origine delle Piccole ancelle del Sacro Cuore, missionarie catechiste dei neri d'Africa, fu fondata nel 1922 a Mentone da Jean Chabert, superiore generale della Società delle Missioni Africane, insieme con Alice Munet; ad Alice, morta due anni dopo la fondazione, succedette alla guida dell'istituto sua sorella Marie-Thérèse Munet.
La prima missione fu aperta in Ghana nel 1926; durante la seconda guerra mondiale, le suore svolsero apostolato catechistico presso i soldati neri in Francia.
Nel 1933, alla morte di Chabert, la Santa Sede inviò nell'istituto un visitatore apostolico e nominò superiora generale e maestra delle novizie due suore francescane missionarie di Maria.
L'istituto ricevette il pontificio decreto di lode l'8 luglio 1935 e fu approvato definitivamente da papa Pio XII il 30 dicembre 1949.

## Attività e diffusione
Le suore si dedicano all'evangelizzazione in terra africana tramite l'insegnamento del catechismo e le opere assistenziali.
Oltre che in Francia, sono presenti in Benin, Camerun, Paesi Bassi, Polonia e Togo; la sede generalizia è a Saint-Didier-au-Mont-d'Or, in arcidiocesi di Lione.
Alla fine del 2015 l'istituto contava 51 religiose in 9 case.